# Melody Time
Melody Time is een Amerikaanse tekenfilm uit 1948 van Walt Disney Feature Animation. Het is de tiende lange animatiefilm van Disney en een van de zogeheten package films. De film als geheel bestaat aldus uit acht kortere tekenfilmpjes (raamvertellingen) waarin vooral de muziek centraal staat.

## Verhalen
- Winterpret: Frances Langford zingt over liefde en winterpret.
- Hommel-boogie: Freddy Martin zingt terwijl een hommel een echte nachtmerrie beleeft.
- De legende van Jantje Appelpit: Dennis Day vertelt het leven van iemand die door de Verenigde Staten reisde en appelbomen plantte.
- Kleine Toet: The Andrews Sisters zingen over een kleine boot die op zijn vader wil lijken maar die dikwijls op problemen stoot.
- Bomen: Fred Waring presenteert een gedicht over bomen.
- Swingen op de Samba: De Dinning Sisters en Ethel Smith zingen op het ritme van de samba.
- Blauwe schaduwen: Roy Rogers zingt over de blauwe schaduwen van het maanlicht.
- Pecos Bill: Roy Rogers zingt het over de liefde van Pecos Bill voor Slew Foot Sue.

## Stemrollen
| Acteur              | Personage            |
| ------------------- | -------------------- |
| Roy Rogers          |                      |
| The Andrews Sisters |                      |
| Dennis Day          |                      |
| Fred Waring         |                      |
| Freddy Martin       |                      |
| Ethel Smith         |                      |
| Buddy Clark         |                      |
| Frances Langford    |                      |
| Mel Blanc           | Little Toot          |
| Thurl Ravenscroft   | Big Toot             |
| Pinto Colvig        | Aracuan Bird         |
| James MacDonald     | Widowmaker           |
| Candy Candido       | Mad Widowmaker (mad) |

## Nederlandse stemrollen
| Acteur                                | Personage |
| ------------------------------------- | --------- |
| Edward Reekers                        |           |
| Melody Reekers                        |           |
| Herman van Doorn                      |           |
| Ruurd Boes                            |           |
| Pim Roos                              |           |
| Victor van Swaay                      |           |
| Hans Karsenbarg                       |           |
| Tony Neef                             |           |
| Bart Fennis                           |           |
| Fred Butter (het lied van Pecos Bill) |           |